# 東引發電廠
東引發電廠為一座位於中華民國福建省連江縣東引鄉上的小型火力發電廠，該發電廠舊稱為大我發電廠，目前發電廠由台灣電力公司擁有，並由該公司旗下馬祖營業處所進行發電廠管理與營運，全名為台灣電力股份有限公司東引發電廠。

## 沿革
東引鄉是距離連江縣行政中心南竿島最遠的一座島嶼，導致島上開發較晚，早期東引島上並無發電機的建設，居民皆以煤油燈或蠟燭作為照明工具。1950年代，中華民國國軍進駐到東引島後，島上才開始設置小型發電機，然而發電機僅用於軍事用途，一般居民仍無法使用發電機所製造的電力。直到1970年6月15日，國防部執行（59）祥瑞字第1421號案計畫於東引島上興建一座發電廠，該計畫由國防部及台電公司共同組成東引發電廠的籌建委員會，兩單位分別提撥了新臺幣550萬元用作興建發電廠。發電機組部分，委託台電公司採購一部裝置容量160KW的柴油發電機，並再由台電公司派遣工程師到島上負責發電廠鋼筋混凝土廠房的設計與監造，其他負責項目還包括輸配電線路、儲油槽、水槽各1座。後續又另洽美國陸軍技術團協助贈與一部裝置容量300KW的舊柴油發電機。
東引島發電廠興建工程於1971年10月正式完工供電，發電廠之產權也交由東引島上駐留的國軍部隊管轄來從事電力營運，這時，發電廠也正式定名為大我發電廠。大我發電廠之管理權後再由國軍東引指揮部管理。而台灣電力公司也派遣一位技術人員到大我發電廠中駐廠支援營運工作。1975年，國防部向大我發電廠撥贈一部裝置容量300KW的舊發電機，這項擴充工程由台電公司調派工程師至島上協助發電機組的安裝作業。同年，因應馬祖地區各發電廠的統一指揮調度，因此將東引島大我發電廠、北竿島軍魂發電廠及南竿島志清發電廠（現為南竿發電廠）合併成立馬祖電力公司。
1980年，原大我發電廠之發電量日漸不敷使用，因此於該年另尋新廠址新建東引發電2廠，廠區同樣交由台電公司負責設計、監造並協助代購三部裝置容量288KW的柴油發電機至廠內安裝，發電機組之採購經費，由台電公司無息貸款新臺幣1,287萬元籌措，發電廠建廠工程經費新臺幣1,696萬元則由國防部補助，1982年夏季，東引發電2廠的地下化發電工程完成。
1990年7月，再增建東引發電3廠，廠區坐落在國軍保修連營區的上方，廠內共裝設兩部德國製裝置容量1,540KW的柴油發電機。1994年8月，東引發電3廠再增加同型發電機1部。並將東引發電3廠作為續存發電廠，東引發電1及2廠陸續停機。其中，東引發電1廠改建為東引服務所，東引發電2廠中裝設裝置容量288KW的柴油發電機組，先後拆卸並分別在1992年4月以及1993年9月運送至同縣的東莒島東莒發電廠及西莒島西莒發電廠中裝設。
1997年7月1日，馬祖電力公司正式併入台灣電力公司體系中，並將馬祖電力公司改制為馬祖區營業處，繼續營運馬祖地區的各個發電廠，發電廠名稱也從大我發電廠改為東引發電廠。
2011年4月8日，東引發電廠於該日凌晨2時55分，廠內兩部發電機組先後發生故障導致東引島南澳地區停電。台電公司得知後，隨即派員搶修，經更換自動電壓調整補償器後，直到4月9日下午1時15分，東引發電廠才全面恢復正常供電。
台電公司於2015年11月，計畫於東引發電廠中新增一部隔音貨櫃型緊急柴油發電機組。

## 設備

### 發電機組

#### 商轉中
| 名稱  | 柴油機類型   | 發電機類型       | 機組數量 | 發電燃料 | 裝置容量（kW） | 商轉日期      | 狀態   |
| ----- | ------------ | ---------------- | -------- | -------- | -------------- | ------------- | ------ |
| 1號機 | 德國製柴油機 | 交流式同步發電機 | 1        | 柴油     | 1,540KW        | 1990年8月1日  | 商轉中 |
| 2號機 | 德國製柴油機 | 交流式同步發電機 | 1        | 柴油     | 1,540KW        | 1990年8月1日  | 商轉中 |
| 3號機 |              | 交流式同步發電機 | 1        | 柴油     | 288KW          | 1982年1月1日  | 商轉中 |
| 4號機 |              | 交流式同步發電機 | 1        | 柴油     | 1,540KW        | 1994年9月1日  | 商轉中 |
| 5號機 |              | 交流式同步發電機 | 1        | 柴油     | 1,500KW        | 2001年1月22日 | 商轉中 |

#### 已汰除
| 名稱  | 柴油機類型 | 發電機類型 | 機組數量 | 發電燃料 | 裝置容量（kW） | 興建年代 | 狀態   |
| ----- | ---------- | ---------- | -------- | -------- | -------------- | -------- | ------ |
| 1號機 |            |            | 1        | 柴油     | 160KW          | 1970年   | 已汰除 |
| 2號機 |            |            | 1        | 柴油     | 300KW          |          | 已汰除 |

## 座標資訊
- 東引發電1廠（營業所）：26°21′56.9″N 120°29′42.9″E / 26.365806°N 120.495250°E
- 東引發電2廠（廢棄）：26°22′10.7″N 120°30′05.0″E / 26.369639°N 120.501389°E
- 東引發電3廠（續存電廠）：26°22′10.4″N 120°30′05.2″E / 26.369556°N 120.501444°E

## 資料來源
1. 1 2 3 4 5 6 7 8 9 10 11 12 13 14 15  朱瑞墉.  (PDF). 源雜誌. 2009-05  [2016-03-14]. （原始内容存档 (PDF)于2016-01-28）.
2. 1 2  . 馬祖資訊網. 2015-04-18  [2016-03-14].[永久]
3. 1 2  . 馬祖資訊網. 2011-04-12  [2016-03-14].
4. ↑  . 銘啟科技有限公司 政府採購資訊網. 2015-11-23  [2016-03-14].[永久]

## 外部連結
- 東引電廠及西莒電廠簡介 （页面存档备份，存于）